# Forever Entertainment
Forever Entertainment, ou FE sous sa forme abrégée, est une entreprise polonaise d'édition et de développement de jeux vidéo fondée en 2010. Elle revendique d'être le plus important éditeur de jeux vidéo au monde sur Nintendo Switch.

## Jeux édités
- 2011 - The Sparkle 2 Evo (en)
- 2012 - Teddy Floppy Ear: The Race
- 2012 - 16-bit Trader
- 2012 - Frederic: Resurrection of Music
- 2013 - Teddy Floppy Ear: Mountain Adventure
- 2013 - Teddy Floppy Ear: Kayaking
- 2013 - Millie
- 2013 - Iesabel
- 2013 - Violett
- 2014 - Frederic: Evil Strikes Back
- 2014 - Merchants of Kaidan
- 2015 - The Sparkle 3 Genesis (en)
- 2015 - Violett: Remastered Edition
- 2015 - Timberman
- 2015 - Sinless
- 2016 - Surfingers
- 2016 - Risky Rescue
- 2016 - Cat on a Diet
- 2016 - The Sparkle ZERO
- 2016 - Roll'd
- 2016 - Zombillie
- 2016 - The Mahjong Huntress
- 2016 - Fly O'Clock
- 2016 - Shut Eye
- 2016 - Ghostdream
- 2016 - Masky
- 2017 - Not Dying Today
- 2017 - Mastema: Out of Hell
- 2017 - Mr Blaster
- 2017 - Pastry Lovers
- 2017 - Startide
- 2017 - Seven Boys 2
- 2017 - Atlantis VR
- 2017 - Prodigy Tactics (en)
- 2017 - Hollow
- 2017 - Qbik
- 2017 - Black Jewel
- 2018 - Mirage of Dragon
- 2018 - Fear Effect Sedna
- 2018 - No Thing
- 2018 - Goetia (en)
- 2018 - Glaive: Brick Breaker
- 2018 - Timberman VS
- 2018 - Star Story: The Horizon Escape
- 2018 - NoReload Heroes
- 2018 - Tiny Hands Adventure
- 2018 - Phantaruk
- 2018 - Realpolitiks
- 2018 - Diggerman
- 2019 - Grab Lab
- 2019 - Clock Simulator
- 2019 - Bedtime Blues
- 2019 - iHugU
- 2019 - Fishing Universe Simulator
- 2019 - Bad Dream: Coma
- 2019 - Hard West
- 2019 - Bad Dream: Fever
- 2019 - The Childs Sight
- 2019 - Thief Simulator
- 2019 - Phantom Doctrine
- 2019 - Q-YO Blaster
- 2019 - Gunpowder on the Teeth: Arcade
- 2019 - Terrorhythm
- 2019 - Find the Balance
- 2019 - Grave Keeper
- 2019 - Tap Skaters
- 2019 - Omen Exitio: Plague
- 2019 - Dark Veer
- 2019 - Agony
- 2019 - Biolab Wars
- 2020 - Sparkle 4: Tales
- 2020 - Go All Out!
- 2020 - OmoTomO
- 2020 - Fred3ric
- 2020 - Wanderlust Travel Stories (en)
- 2020 - Poly Mood: 3D Puzzle Sphere
- 2020 - Tennis World Open 2020
- 2020 - Ultimate Ski Jumping 2020
- 2020 - Panzer Dragoon: Remake
- 2020 - Panzer Dragoon II Zwei: Remake (en développement)

## Jeux développés
- 2011 - The Sparkle 2 Evo (en)
- 2012 - Teddy Floppy Ear: The Race
- 2012 - 16-bit Trader
- 2012 - Frederic: Resurrection of Music
- 2013 - Teddy Floppy Ear: Mountain Adventure
- 2013 - Teddy Floppy Ear: Kayaking
- 2013 - Millie
- 2013 - Violett
- 2014 - Frederic: Evil Strikes Back
- 2014 - Merchants of Kaidan
- 2015 - The Sparkle 3 Genesis (en)
- 2015 - Violett: Remastered Edition
- 2016 - Zombillie
- 2020 - Fred3ric